# W skafandrze nad planetą
W skafandrze nad planetą (ros. В скафандре над планетой) – radziecki czarno-biały film dokumentalny z 1965 w reżyserii Marii Sławinskajej, wyprodukowany przez Centralną Wytwórnię Filmów Dokumentalnych w Moskwie opowiadający historię pierwszego wyjścia człowieka w przestrzeń kosmiczną.

## Fabuła
18 marca 1965 z kompleksu startowego nr 1 kosmodromu Bajkonur w Kazachstanie wystartował załogowy lot kosmiczny Woschod 2 wystrzelony na niską orbitę okołoziemską, pilotowany przez kosmonautów Pawła Bielajewa (dowódca) i Aleksieja Leonowa (drugi pilot). Leonow jako pierwszy człowiek w historii wyszedł ze statku kosmicznego i spacerując spędził 12 minut i 9 sekund w otwartej przestrzeni kosmicznej.
W skafandrze nad planetą zawiera materiał filmowy nakręcony przez załogę Woschodu 2 – zarówno z wnętrza jak i przede wszystkim na zewnątrz statku. Aleksiej Leonow w skafandrze Bierkut spaceruje w przestrzeni kosmicznej, informując o swoich wrażeniach centrum dowodzenia na Ziemi. Dodatkowo w dokumencie wykorzystano materiał filmowy wykonany przez Sowietów „na żywo” z kosmosu jak i kronikę filmową przedstawiającą szczęśliwą załogę po powrocie, odnalezioną w rejonie miasta Perm w trudno dostępnych rejonach Uralu w zachodniej Syberii.